# Angelo Vanzin
Angelo Vanzin (* 8. Februar 1932 in Lierna; † 22. Mai 2018 in Lierna) war ein italienischer Ruderer.
Angelo Vanzin war bei Moto Guzzi in Mandello del Lario angestellt; so konnte er im betriebseigenen Sportverein von Moto Guzzi den Sport des Ruderns ausführen.
Ein Boot dieses Sportvereins konnte sich für die Ruder-Europameisterschaften 1956 in Bled qualifizieren; Franco Trincavelli, Angelo Vanzin, Romano Sgheiz, Alberto Winkler und Steuermann Ivo Stefanoni belegten den dritten Platz im Vierer mit Steuermann hinter den Booten aus Finnland und aus der Sowjetunion.
Bei den Olympischen Spielen 1956 in Melbourne siegten die fünf Italiener im Finale mit drei Sekunden Vorsprung vor den Schweden und den finnischen Europameistern; das Boot aus der Sowjetunion war schon im Halbfinale ausgeschieden.
1957 wechselte der komplette Vierer in den Achter, hinzu kamen Attilio Cantoni, Giovanni Zucchi, Abbondio Marcelli und Ellero Borgnolo. Bei den Europameisterschaften in Duisburg siegte der italienische Achter vor den Booten aus der Sowjetunion und aus der Tschechoslowakei.